# 욕망의 사나이
욕망의 사나이는 1970년 공개된 대한민국의 영화이다.

## 배역
- 신성일
- 윤정희
- 이대엽
- 전양자
- 허장강
- 박암
- 김동원
- 최길호
- 김신재
- 조덕성